# جرج ویلهلم ریشمان
 جرج ویلهلم ریشمان (انگلیسی: Georg Wilhelm Richmann؛ زاده ۱۱ ژوئیهٔ ۱۷۱۱ درگذشته ۶ اوت ۱۷۵۳) یک فیزیک‌دان اهل آلمان بود.